# Euphilomedes moroides
Euphilomedes moroides (Synoniem: Pleoschisma moroides) is een mosselkreeftjessoort uit de familie van de Philomedidae. De wetenschappelijke naam van de soort is voor het eerst als Pleoschisma moroides geldig gepubliceerd in 1890 door Brady.